# Établissement de réinsertion scolaire
Pour les articles homonymes, voir ERS.
Un établissement de réinsertion scolaire (ERS) est, en France, un établissement qui accueille des collégiens entre 13 et 16 ans parmi les plus perturbateurs et ayant fait l'objet de plusieurs exclusions dans leur établissement scolaire. Il a été mis en place à la rentrée 2010 par le Gouvernement François Fillon (2) sous la présidence de Nicolas Sarkozy.
Les ERS accueillent des collégiens en difficulté scolaire et sociale, et dont le comportement nécessiterait un éloignement et une prise en charge différente. De plus, les élèves accueillis sont généralement en situation d’absentéisme ou de déscolarisation.      
L'objectif est de permettre de les réinsérer dans une scolarisation classique (93% d'entre eux sont réinsérés dans le cursus ordinaire). Avec l'accord de l'équipe pédagogique et éducative, il est proposé à l'élève de poursuivre ses études en collège, en lycée général et technologique, en lycée professionnel ou par la voie de l'apprentissage. Il n'a pas la possibilité de retourner dans son établissement d'origine puisqu'il en a été exclu définitivement. Cependant, s'il s'avère nécessaire pour l'élève, il peut-être maintenu en ERS une année supplémentaire.             
Vidéo : Les Établissements de Réinsertion Scolaire

## Fonctionnement
Les ERS accueillent, pendant au moins un an, un effectif global de 15 à 30 élèves, issus des classes de 5e, 4e et 3e dans un internat.
Les méthodes pédagogiques sont spécifiques et le parcours de formation est personnalisé. Les enfants ont la possibilité d'intégrer des associations d'aide aux handicapés, aux personnes âgées ou de lutte contre la pauvreté.
L'affectation des enseignants s'effectue sur la base du volontariat et du profil des candidats.

### Un emploi du temps particulier
Le temps scolaire et la pédagogie des ERS sont adaptés aux élèves qu'ils accueillent : 
Durant la matinée, diverses matières sont enseignées aux élèves. Les enseignements reposent sur les exigences du socle commun de connaissances et de compétences et font appel à des méthodes d'apprentissage particulières. 
Alors que, l'après-midi est consacrée à des activités périscolaires (sport, culture) et à des ateliers traitant de la citoyenneté et de la santé. 
Ensuite, en fin de journée, un accompagnement éducatif est mis en place. 
À la suite de leur journée, les élèves regagnent l'internat où ont lieu des ateliers de soutien scolaire, artistiques et culturels jusqu'à 21 heures.

### Discipline
Lors du temps en classe et hors classe, il est demandé aux élèves d'avoir une attitude exemplaire vis-à-vis de leurs camarades et du personnel de l'établissement. Tous les enseignements et activités sont une opportunité pour rappeler aux élèves le règlement intérieur de l'Établissement de Réinsertion Scolaire et les règles de vie collectives nécessaires pour vivre en communauté. 
L'éducation physique et sportive est également l'occasion de partager des valeurs telles que l'esprit d'équipe et le courage. 

### Diplômes et attestations[1]
Les ERS proposent à leurs élèves de passer un certain nombre d'attestation et de diplômes en fonction de leur âge et de leurs capacités.
Ils offrent la possibilité de passer les certificats suivants : 
- Le certificat de formation générale (CFG)
- Le diplôme national du brevet (DNB)
- L'attestation scolaire de sécurité routière (ASSR)
- Le brevet informatique et internet (B2i)
- L'attestation de prévention de secours civiques (PSC1)
- Le diplôme des jeunes officiels
- Des brevets sportifs

## Établissements ouverts
En novembre 2010, 150 jeunes étaient accueillis dans dix ERS. Onze établissements de réinsertion scolaire (ERS) ont ouvert au cours du premier trimestre 2010-2011 dans huit académies : Nice (Saint-Dalmas-de-Tende (it)), Créteil (Craon, Portbail, Vaujours), Montpellier (Vialas), Orléans-Tours (Dreux), Lyon (Verney), Strasbourg (Schirmeck), Toulouse (Bagnères-de-Luchon), Versailles (Sannois, Nanterre).
À la rentrée scolaire 2011, de nouveaux ERS ont ouvert dans cinq académies : Bordeaux, Clermont-Ferrand, Grenoble, Lille et Versailles.

### Collèges et lycées de réinsertion scolaire[1]
- Allier : Lycée professionnel rue Ernest Montluses à Montluçon (lycée rattaché au collège Marie Curie de Desertines)
- Alpes-Maritimes : Collège Jean-Baptiste Rusca à Saint-Dalmas-de-Tende
- Bas-Rhin : Collège Haute Bruche à Schimeck
- Creuse : Lycée Roussillat à Saint-Vaury
- Eure-et-Loir : Site cercle laïc de Dreux (collège rattaché au collège Martial Taugourdeau de Dreux)
- Guyane : Lycée professionnel des métiers de Balata
- Haute-Garonne : Collège Jean Monnet de Bagnères de Luchon
- Hauts-de-Seine : Collège J. Perrin de Nanterre
- Isère : Collège Jean Prévost à Villars de Lans (centre de la ligue de l'enseignement à Autrans)
- Lozère : Collège du Trenze à Vialas
- Martinique : Maison de l'Éspérance de la Fondation d'Auteuil à Fort de France
- Pyrénées-Atlantiques : Établissement Ste Bernadette à Audaux (Fondation d'Auteuil)
- Seine Saint Denis : 
- Lycée privé sous contrat Fénelon à Vaujours
- Collège Volney à Craon (collège externalisé en Mayenne) 
- Port-Bail (externalisée dans la Manche) : Établissement en liaison avec les PEP 93, le collège Galois à Sevran
- Val d'Oise : Collège Saint-Jean (fondation d'Auteuil) à Sannois

### Calendrier des ouvertures
- Ouverture le 2 septembre 2010[3], dans les Alpes-Maritimes d'un ERS rattaché administrativement au collège Jean-Baptiste Rusca de Saint-Dalmas-de-Tende (commune de Tende).
- L’ERS du collège de Trenze à Vialas en Lozère et encadrera 16 élèves (70 à terme)[4].
- Ouverture le 8 novembre 2010, d'un ERS en Mayenne à Craon dans l'enceinte du collège Volney.
- Ouverture le 8 novembre 2010, d'un ERS dans la Manche à Portbail accueillant des jeunes de Seine-Saint-Denis[5]
- Prévision d'ouverture d'un ERS au Collège Jean Perrin de Nanterre[6]. À la suite des protestations des enseignants et des parents d'élèves APEI-UNAAPE et FCPE, l'accueil ne s'est pas produit comme prévu le 11 octobre[7].

## Résultats
La vie en communauté de jeunes en difficulté a pour conséquence des tensions voire des altercations violentes. Ainsi, certains parents ne sont pas rassurés à propos de la sécurité de leur enfant. 

## Problèmes posés

### Encadrement
Il semble y avoir un problème d'encadrement insuffisant selon les témoignages.
Conscient des difficultés d'encadrement, le ministre de l'Éducation Luc Chatel a déclaré vouloir « recourir à des membres des équipes mobiles de sécurité qui ont un savoir-faire en matière de prévention, mais aussi de gestion de crise ».

### Violences
- Le 9 novembre 2010, 5 collégiens ont été renvoyés de l'ERS de Craon (Mayenne) comprenant 14 élèves, pour avoir commis des violences sur d'autres collégiens ayant nécessité l'intervention de la gendarmerie[10].

- Moins d'une semaine après leur arrivée, les 8 élèves d'un établissement de réinsertion scolaire (ERS) installé à Portbail (Manche), près de Cherbourg, ont été renvoyés dans leur département de la Seine-Saint-Denis après des incidents[11].